# Hrabstwo Newton (Missouri)
Hrabstwo Newton (ang. Newton County) – hrabstwo w stanie Missouri w Stanach Zjednoczonych. Obszar całkowity hrabstwa obejmuje powierzchnię 626,66 mil2 (1 623 km²). Według danych z 2010 r. hrabstwo miało 58 114 mieszkańców. Hrabstwo powstało 15 grudnia 1838 roku i nosi imię Johna Newtona - bohatera wojny o niepodległość Stanów Zjednoczonych. 

## Sąsiednie hrabstwa
- HrabstwoJasper (północ)
- Hrabstwo Lawrence (północny wschód)
- Hrabstwo Barry (południowy wschód)
- Hrabstwo McDonald (południe)
- Hrabstwo Ottawa (Oklahoma) (zachód)
- Hrabstwo Cherokee (Kansas) (północny zachód)

## Miasta i miejscowości
- Diamond
- Fairview
- Granby
- Joplin
- Neosho
- Seneca

## Wioski
- Cliff Village
- Dennis Acres
- Grand Falls Plaza
- Leawood
- Loma Linda
- Newtonia
- Redings Mill
- Ritchey
- Saginaw
- Shoal Creek Drive
- Shoal Creek Estates
- Silver Creek
- Stark City
- Stella
- Wentworth